# Sturzkampfgeschwader 3
Sturzkampfgeschwader 3 (dobesedno slovensko: Bližinskobojni polk 3; kratica StG 3) je bil jurišni (strmoglavni jurišnik) letalski polk (Geschwader) v sestavi nemške Luftwaffe med drugo svetovno vojno.
Novembra 1943 je bil polk preimenovan v Schlachtgeschwader 3.

## Organizacija
- štab
- I. skupina
- II. skupina
- III. skupina

## Vodstvo polka
Poveljniki polka (Geschwaderkommodore)
- Oberst Karl Angerstein: julij 1940
- Oberstleutnant Georg Edert: 27. julij 1940
- Oberstleutnant Karl Christ: 1. april 1941
- Oberstleutnant Walter Siegel: 1. september 1941
- Oberst Kurt Kuhlmey: 1. april 1943